# Perotrochus tosatoi
Perotrochus tosatoi (Anseeuw, Goto & Abdi, 2005) é uma espécie de molusco gastrópode marinho da família Pleurotomariidae, nativa da região oeste do oceano Atlântico.

## Descrição
Perotrochus tosatoi possui concha em forma de turbante chegando a 9 centímetros. Escultura da superfície constituída de estrias espirais bem frisadas, atravessadas por finas linhas de crescimento. Coloração creme com tons em amarelo, vermelho amarronzado e laranja. Interior da abertura, lábio interno e área umbilical, fortemente nacarados.

## Distribuição geográfica
São encontrados em águas profundas do oeste do oceano Atlântico (no nordeste da América do Sul, com seu holótipo coletado entre Kourou e Caiena, na Guiana Francesa, em profundidade de 200 metros).